# Пашёво
Пашево — деревня в Кишертском районе, Пермского края, Российской федерации.

## География
Деревня Пашево расположена на правом берегу реки Лёк, в 9 километрах от села Осинцева и в 39 от районного центра — села Усть-Кишерть. До 2006 года являлась административным центром Пашевского сельского совета, ныне входит в состав Осинцевского сельского поселения.

## Население
| 2000 | 2004 | 2008 | 2010 | 2011 | 2012 | 2013 |
| ---- | ---- | ---- | ---- | ---- | ---- | ---- |
| 126  | ↘122 | ↘100 | ↘91  | →91  | ↗103 | ↗104 |
| 2015 | 2016 |      |      |      |      |      |
| ↘95  | ↗98  |      |      |      |      |      |

## Транспорт
Автобусное сообщение обеспечивает МУАП «Кишертскавтотранс». Согласно расписанию ходят маршруты 102 «Пашово — Кишерть» и 105 "Пашово — Осинцево — Шумково.